# Caligae

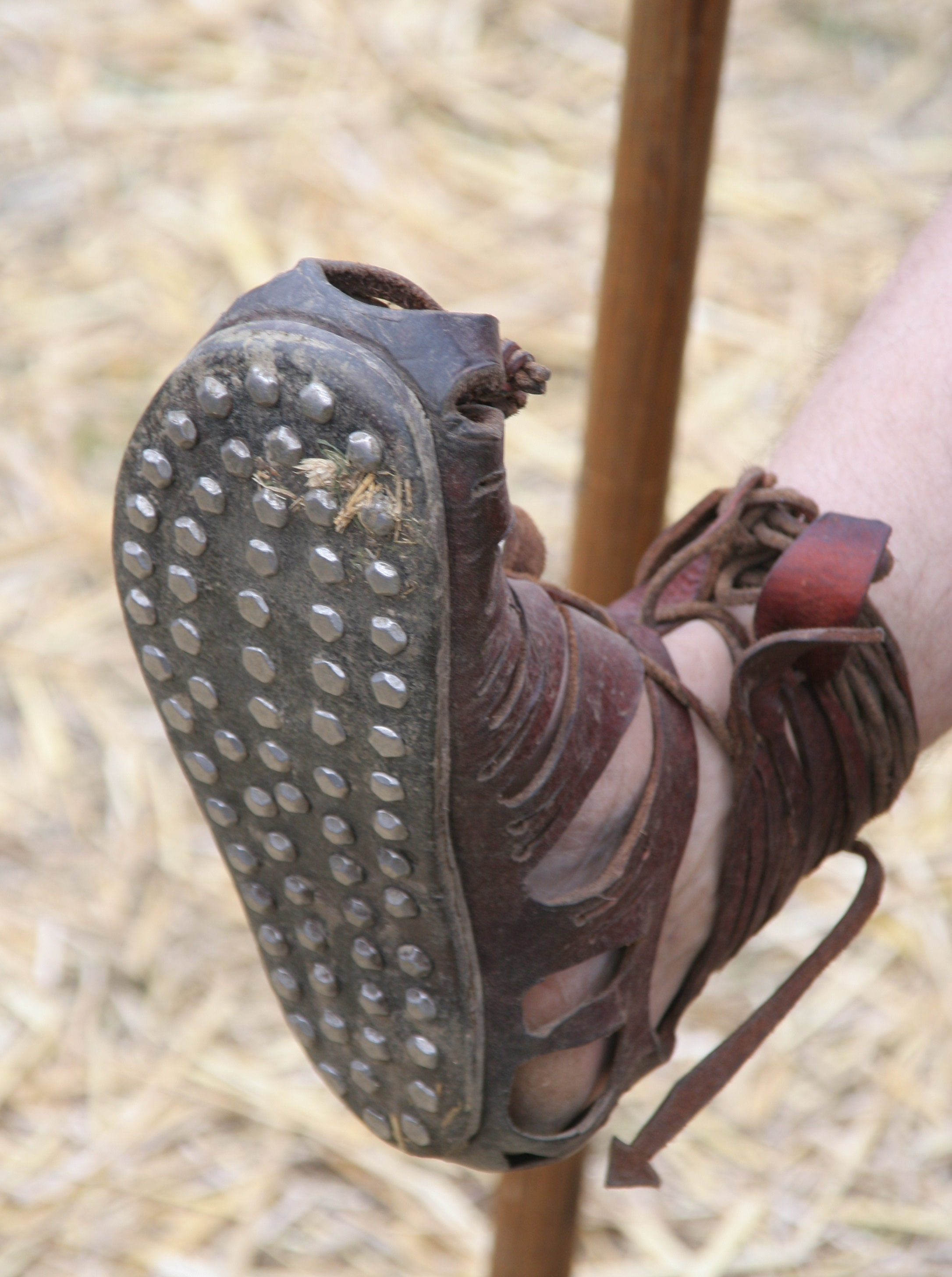
Een Caliga

Caligae waren zware sandalen waarop de Romeinse legionairs liepen. Deze waren voorzien van uit drie lagen rundleer bestaande zolen die met 80 tot 90 ijzeren spijkers met ronde koppen (clavi) waren bezet. De bovenste laag van de zool liep door als bovenzijde van het schoeisel. Het geheel was aan de bovenzijde en bij de hak aan elkaar genaaid. De caligae werden door middel van een lange leren riem gesloten.
De Romeinse keizer Caligula ("Laarsje") ontleende zijn bijnaam aan het feit dat hij als kleine jongen al op caligae in soldatenkampementen rondliep.